# (223950) Mississauga
(223950) Mississauga est un astéroïde de la ceinture principale.

## Description
(223950) Mississauga est un astéroïde de la ceinture principale. Il fut découvert le 9 décembre 2004 à Vail-Jarnac par l'Observatoire Jarnac. Il présente une orbite caractérisée par un demi-grand axe de 3,24 UA, une excentricité de 0,06 et une inclinaison de 8,8° par rapport à l'écliptique.

## Compléments